# 愛情，不用尋找
《愛情，不用尋找》是一部2005年公映的喜劇公路電影，由美國獨立製片電影導演吉姆·賈木許編導，獲第58屆坎城影展評審團大獎。

## 劇情概要
從事資訊產業而不愁吃穿的黃金單身漢老唐，年輕時風流倜儻，年紀大了依然安定不下來，女友也因此離他而去。這一天，老唐收到一封粉紅色的匿名信箋，告訴年過半百的他有個19歲的兒子，而且正離家出走，踏上萬里尋父的旅程。在好管閒事的鄰居慫恿下，老唐也踏上他的遲暮之旅，四處寻找年少輕狂時所結交的女朋友，打探是誰寄出這封匿名信，旅途有喜有悲，於是老唐漸漸打開心房，審視自己的生命。

## 電影爭議
2006年3月，劇作家瑞德·馬丁（Reed Martin）控告導演賈木許，指稱《愛情，不用尋找》與他在電影圈裡流傳的劇本極為相似，判決結果仍懸而未決，不過賈木許已否認這項指控。賈木許在接受《電影人》雜誌（MovieMaker）訪問時提到，他認為「沒有原創這回事，抄襲也是一種靈感共鳴的結果…不用花費心思企圖隱瞞，只要你滿意自己的作品就行了。」

## 外部連結
- 互联网电影数据库（IMDb）上《愛情，不用尋找》的资料（英文）
- 愛情過期以後 --《愛情，不用尋找》，火行者 （页面存档备份，存于）（影評）
- 影評倉庫:《愛情不用尋找》，周星星 （页面存档备份，存于）（影評）